# Joaquín Gutiérrez Acha
Joaquín Gutiérrez Acha (Madrid, 22 de mayo de 1959) es un naturalista, director, productor y cámara de documentales de naturaleza. 

## Trayectoria
Como fotógrafo de naturaleza comienza su andadura a los veinte años trabajando como reportero para revistas de naturaleza como Periplo, Geo, Natura o Quercus, realizando sus propios textos y fotografías. Obtuvo diferentes premios de fotografía y más de veinte portadas. Ha trabajado en compañías como National Geographic, BBC (Natural History Unit), Survival Anglia Televisión, Terra Mater Factual Studios, Canal + o Parthenon Entertainment.
Como naturalista fundó, junto a su socio el veterinario José Luis Méndez, el primer centro de extracción de veneno en España, “Bitis Reptilarium”, inaugurado en 1987 y dedicado a la cría de serpientes venenosas para la extracción de veneno para la investigación médica y la creación de antídotos, además de realizar una amplia campaña de divulgación científica sobre estos reptiles publicando sus investigaciones y fotografías en revistas nacionales como Quercus y Natura.
Su archivo fotográfico es comercializado por la Agencia Británica OSF (Oxford Scientifics Films) y su archivo de imágenes en movimiento es comercializado por National Geographic Digital Motion.
Es miembro de la IAWF (International Association of Wildlife Filmmakers). Asociación Internacional de Cineastas de Vida Salvaje.

## Filmografía
Desde su productora Bitis Documentales produce, dirige y filma los siguientes trabajos:
- Canal +. Documental sobre la biología y conducta del camaleón ibérico. (1991). "Los Últimos Días del Camaleón".
- National Geographic Television, Canal + España, Canal + Francia e International Television Enterprises London (ITEL) "El Latido del Bosque". (1997).
- BBC (Natural History Unit), Canal + España e ITEL "EL Diablo de los Matorrales" (Monográfico sobre el meloncillo). (2000).
- National Geographic Television "Blindados de la Noche" (Escorpiones de todo el mundo). (2000).
- Canal Sur Televisión. Serie de tres capítulos sobre la naturaleza salvaje de Andalucía bajo el título: "El Reino de la Luz".(2000/2003).
- Survival Anglia TV y Canal +. Documental sobre el lobo ibérico "Las Montañas del Lobo". (2003).
- National Geographic Television & Film. Programa sobre conducta sexual de arañas: "Amor mortal". (2004).
- Consejería de Medio Ambiente de la Junta de Andalucía en colaboración con National Geographic Channel, Canal + España y Programa LIFE. Programa sobre la vida del lince ibérico: "Lince Ibérico - El Cazador Solitario". (2004).
- Consejería de Medio Ambiente de la Junta de Andalucía. Tres Publirreportajes contra el Fuego (Prevención, Extinción y Restauración). Plan INFOCA (2005).
- Consejería de Medio Ambiente de la Junta de Andalucía un programa sobre incendios forestales: "La Guerra del Fuego" (2006).
- Fundación Biodiversidad su vídeo corporativo/Institucional. (2007).
- Ministerio de Medio Ambiente. Espacio sobre la situación actual del lince ibérico en España y Portugal. (2007).
- Consejería de Medio Ambiente de la Junta de Andalucía. Documental sobre la riqueza biológica del Mar y la Isla de Alborán. (2008). Alborán "El Tesoro Sumergido". 26 minutos. Este programa es ampliado a 52 minutos en 2010.
- Consejería de Medio Ambiente de la Junta de Andalucía. Documental sobre la riqueza biológica del Desierto de Tabernas. (2008). Tabernas, El Desierto Olvidado" (2008). Este programa es ampliado a 52 minutos en 2010.
- Fundación Biodiversidad / Ministerio de Medio Ambiente. Programa sobre Biodiversidad en España. "España, Un Paraíso de Biodiversidad". (2010).
- Dirige la Unidad de Naturaleza del largometraje "Entre Lobos", producido por Wanda Visión, y filma todas las imágenes de naturaleza (2010).

La película documental “Guadalquivir” dirigida y filmada por Joaquín Gutiérrez Acha y narrada por Estrella Morente fue nominada para el Goya a la Mejor Película Documental 2014. Ha sido la primera vez que un largometraje de naturaleza ha optado a este galardón.
Durante dos años de trabajo en la cordillera cantábrica rodó el largometraje de naturaleza Cantábrico. Los dominios del oso pardo. Esta producción comenzó a grabarse en la primavera de 2014 y su rodaje continuó hasta la primavera de 2016. La contó con la participación de RTVE, Movistar Plus, Ministerio de Educación, Cultura y Deporte, Ministerio de Agricultura, Alimentación y Medio Ambiente, Fundación Biodiversidad, WWF, SEO BirdLife y la Fundación Oso Pardo. 

## Premios
- 1.º premio en el Festival de Cine Ecológico y de Naturaleza de Canarias por el documental: “Tabernas, El Desierto Olvidado”. (2009).[5]
- Premio ‘Lince Ibérico’ concedido por la Junta Rectora del parque natural Sierra de Cardeña y Montoro por la labor de promoción y difusión de este espacio natural a través de sus documentales. (2014).[6]
- Premio del público en el FICMEC: Festival Internacional de Cine Medioambiental de Canarias. (2014).[7]
- Premio Fundación BBVA a la Difusión del Conocimiento y Sensibilización en la Conservación de la Biodiversidad en España. (2019).[8]
- Premio Imagen SGE 2019-2020 (premio de la Sociedad Geográfica Española). [9]
- Premio ADENEX 2020, Apartado Comunicación de la Asociación para la Defensa de la Naturaleza y los Recursos de Extremadura .[10]